# مصطفى سعدون
مصطفى سعدون حنتوش (28 يناير 1994 - 23 أبريل 2021) لاعب كرة قدم عراقي.

## مسيرته
بدأ مصطفى سعدون لعب كرة القدم مع نادي الكهرباء في عام 2012، وفي عام 2015 انتقل إلى نادي النفط، تم استدعائه لتمثيل المنتخب الأولمبي ليشارك في بطولة الألعاب الأولمبية الصيفية 2016.

## وفاته
توفي مساء يوم الجمعة 23 نيسان/أبريل 2021 ميلاديًّا، الموافق 11 رمضان 1442 هجريًّا، في مدينة الطب في العاصمة العراقية بغداد، عن عمر 27 عامًا بسبب إصابته بجلطة دماغية مُفاجئة.